# Луций Антистий (народный трибун)
Лу́ций Анти́стий (лат. Lucius Antistius (Turpio); умер, предположительно, после 45 года до н. э.) — древнеримский политический деятель из плебейского рода Антистиев, народный трибун 58 года до н. э. Известен лишь тем, что в начале своей каденции безуспешно пытался привлечь к суду триумвира Гая Юлия Цезаря.

## Биография

### Происхождение
О происхождении Луция в точности неизвестно: по рождению он мог принадлежать либо к Амбивиям, либо к Невиям. Об отце Антистия тоже ничего неизвестно; впрочем, немецкий исследователь Эльмар Клебс, основываясь на упоминании Марком Туллием Цицероном в его судебной речи в защиту будущего консула-суффекта 40 года до н. э. Луция Корнелия Бальба «красноречивейшего Луция Антистия», осторожно предположил, что последний мог приходиться отцом или, по крайней мере, родственником народному трибуну 58 года. Согласно антиковеду Ф. Инару, Антистий-старший происходил из всаднического сословия, во время сулланского террора был проскрибирован и убит в конце 82 года до н. э.

### Гражданская карьера
О его политической деятельности известно только то, что, будучи облечённым полномочиями народного трибуна, в самом начале 58 года до н. э. он, наряду с действующими преторами Гаем Меммием и Луцием Домицием Агенобарбом, попытался привлечь к судебной ответственности отсутствовавшего по делам государства консуляра Гая Юлия Цезаря, потребовав расследования мероприятий истёкшего года. Однако, благодаря апелляции триумвира к коллегам Антистия по должности, предложение Луция было интерцедировано.
Возможно, в 50 году до н. э. совместно с неким Веттием Салассом руководил в Риме судебной коллегией, разбиравшей дела провинциальных рекуператоров (в связи с чем Марк Туллий Цицерон презрительно назвал Турпиона «сапожником»).
В отечественной историографии предполагается, что Антистий вполне мог дожить до времён гражданской войны 49—45 годов до н. э., приняв в ней участие на стороне сенатской «партии»: его, в частности, мог упомянуть автор «Записок об Испанской войне» как самого смелого из помпеянцев, сражавшегося в Дальней Испании в начале 45 года до н. э.